# Melancolia

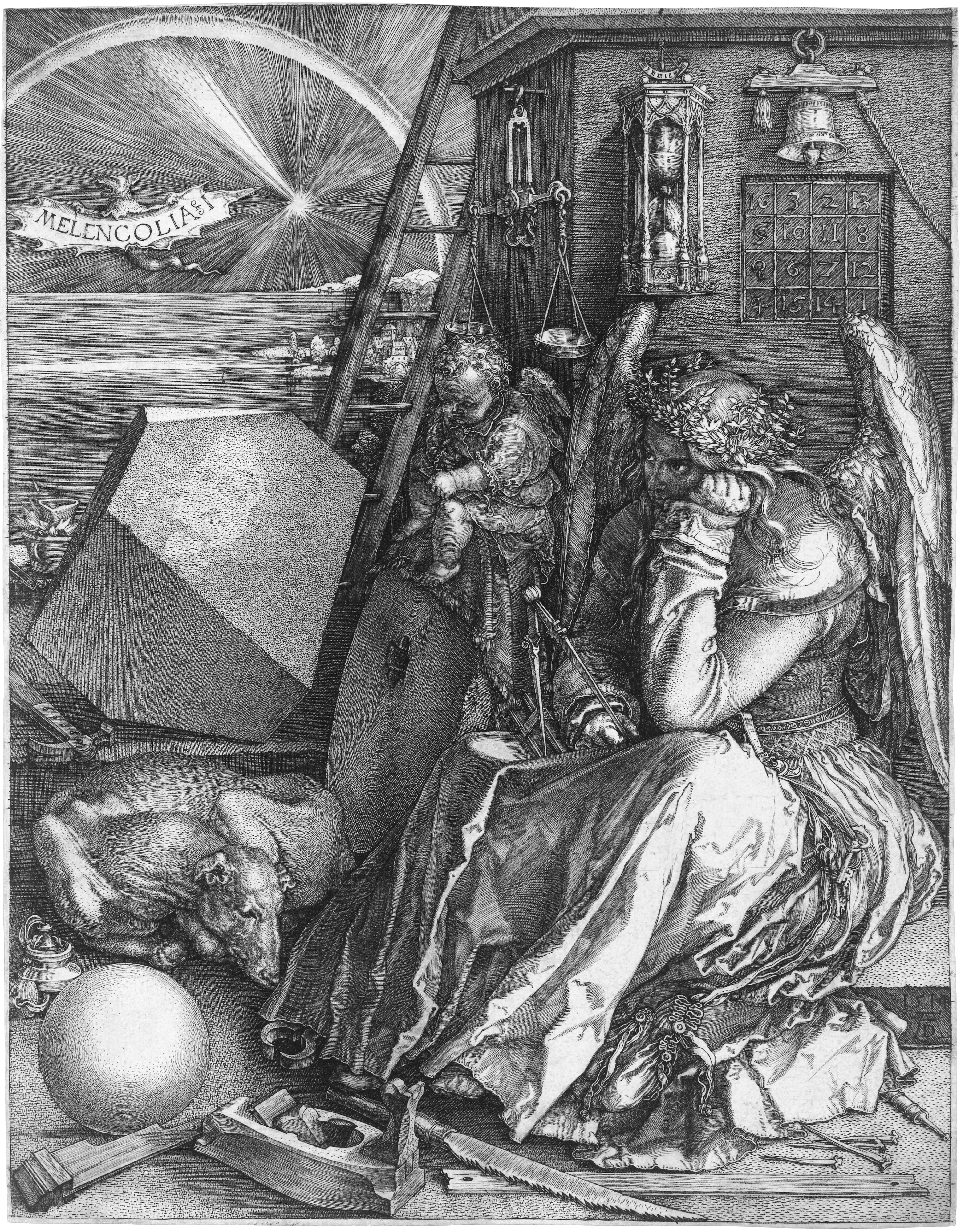
Melancolia I por Albrecht Dürer.

Melancolia (do grego μελαγχολία — melancholía; de μέλας — mélas, "negro" e χολή — cholé, "bílis") é uma tristeza vaga, permanente e profunda, que leva o sujeito a sentir-se triste e a não desfrutar dos prazeres da vida. Ela pode surgir devido a causas físicas e/ou morais.
Os especialistas consideram que a melancolia, à semelhança da tristeza e de outras emoções, passa a ser patológica a partir do momento em que altera o pensamento normal do indivíduo e dificulta o seu desempenho social. Por exemplo: é considerado normal uma pessoa sentir-se melancólica uma tarde qualquer e, assim, ficar em casa sem fazer nada. Em contrapartida, se esse comportamento se repetir durante vários dias e o sujeito abandonar a sua vida social ou as suas obrigações, a melancolia passa a ser um tipo de depressão que requer tratamento.

## História
Já no Século V a.C., Hipócrates classificou melancolia como doença. Ele criou a teoria dos quatro humores corporais (sangue, fleugma ou pituíta, bílis amarela e bílis negra), sendo o equilíbrio ou o desequilíbrio deles responsável pela saúde (eucrasia) ou enfermidade e dor (discrasia) de um indivíduo. Segundo Hipócrates, a influência de Saturno leva o baço a secretar mais bílis negra, alterando o humor do sujeito (escurecendo-o), o que leva ao estado de melancolia.
No período da Renascença e do Romantismo, encontramos melancolia descrita por alguns como uma doença bem-vinda, uma experiência que enriquecia a alma.[carece de fontes?] Já Dom Duarte I, no capítulo XIX do seu Leal Conselheiro, descreve-a como uma doença da qual padeceu quando aos 22 anos começou a assumir responsabilidades de governança do reino, e logo procurou curar. Robert Burton autora em 1621 o seu The Anatomy of Melancholy, que procura também apresentar curas para o mal. 
Sigmund Freud, em seus estudos sobre o superego, deparou-se com algo conhecido na época como melancolia. Segundo Freud, a melancolia assemelhava-se ao processo do luto, mas sem haver, necessariamente, uma perda (senão uma carência narcisista). Pessoas com sintomas de melancolia falam de si próprias como "inúteis", "incapazes de amar", "incapazes de fazer algo bem, ou de bom para os outros", além de "irritantes" e com "hábitos chatos".

## Diagnóstico
Na prática médica, a conceituação exata da melancolia é de extremo valor no diagnóstico dos distúrbios mentais. Apesar disso, o DSM III e o DSM III-R — que precederam o DSM IV — ainda não incluíram parâmetros neuroanatômicos, hereditários e nem as reações ao tratamento.
Segundo a classificação do DSM IV, para o diagnóstico de melancolia são necessários:
A. Pelo menos um dos dois
1. Falta de prazer nas atividades diárias.
2. Desânimo como reação a um estímulo agradável que, em geral, causaria prazer.

B. Pelo menos três dos seguintes
1. Falta de prazer e desânimo não estão relacionadas a um fato que causaria tristeza natural (como a morte de alguém próximo).
2. Depressão é agravada na parte da manhã.
3. Despertar adiantado pelo menos em duas horas, em comparação ao usual.
4. Profunda agitação psicomotora ou languidez intensa.
5. Perda de peso significante ou anorexia.
6. Sentimento inapropriado de culpa constante.